# كايل بينيت (متسابق)
كايل بينيت (بالإنجليزية: Kyle Bennett)‏ مواليد 25 سبتمبر 1979 في تكساس، الولايات المتحدة - الوفاة 14 أكتوبر 2012 في تكساس، الولايات المتحدة، كان دراج أمريكي. سبق أن شارك في دورة الألعاب الأولمبية الصيفية.

## روابط خارجية
- كايل بينيت على موقع نتائج كأس العالم لسباقات دراجات (بي.أم.إكس) (الإنجليزية)
- كايل بينيت على موقع اللجنة الأولمبية الدولية (الإنجليزية)
- كايل بينيت على موقع أوليمبيديا (الإنجليزية)
- كايل بينيت على موقع اللجنة الأولمبية والبارالمبية الأمريكية (الإنجليزية)